# Otiothops fulvus
Otiothops fulvus là một loài nhện trong họ Palpimanidae. Loài này được phát hiện ở Brasil.